# 완리나
완리나(중국어 간체자: 万丽娜, 정체자: 萬麗娜, 병음: Wàn Lìnà, 일본어: 萬麗娜 , 한국 한자: 萬麗娜 만려나, 1997년 10월 2일 ~ )는 중국의 아이돌 가수이며, 걸 그룹 SNH48 팀NII의 멤버이다. 중화인민공화국 장시성 출신이다.
SNH48 총선거에서는 100명 중에서 권외(제1회, 2014년), 6위(제2회, 2015년), 14위(제3회, 2016년)로 선발됐다.